# Ingvar Ambjørnsen
Ingvar Even Ambjørnsen-Haefs (Larvik, 20 maggio 1956 – 19 luglio 2025) è stato uno scrittore norvegese.

## Biografia
Divenne famoso per la quadrilogia di Elling: Utsikt til paradiset (1993), Fugledansen (1995), Brødre i blodet (1996) e Elsk meg i morgen (1999). 
Dal terzo romanzo, Brødre i blodet ("Fratelli di sangue"), fu tratta  la sceneggiatura del film Elling, che ottenne la nomination all'Oscar al miglior film straniero.
Ingvar Ambjørnsen è morto nel 2025.

## Vita privata
Dal 1985 visse in Germania, ad Amburgo, avendo sposato la traduttrice tedesca Gabriele Haefs.